# Tratatul de la Lateran
Tratatul de la Lateran (în italiană Patti Lateranensi; în latină Pacta Lateranensia, în traducere „Pactele de la Lateran”) a fost acordul încheiat în 1929 între Regatul Italiei și Sfântul Scaun, prin care a fost rezolvată „Problema Romană”. Acordul și-a primit numele de la Palatul Lateran, locul în care au fost semnate documentele pe 11 februarie 1929. Parlamentul Italian le-a ratificat pe 7 iulie 1929. Italia a recunoscut Vaticanul ca  stat independent și sediul al Sfântului Scaun. Guvernul italian, condus în acea vreme de premierul Benito Mussolini, a fost de acord să ofere Bisericii Romano Catolice compensații financiare pentru pierderea Statelor Papale. În 1947, Tratatul de la Lateran a fost recunoscut în Constituția Italiei ca soluție pentru relațiile dintre Stat și Biserica Catolică.

## Conținut
Acordurile Laterane sunt prezentate de cele mai multe ori ca trei tratate separate: un tratat de conciliere cu 27 de articole, o convenție financiară cu 3 articole și un concordat cu 45 de articole.  Pagina de internet a Sfântului Scaun prezintă acordurile ca fiind in număr de două, primul având patru anexe, convenția financiară fiind considerată o anexă a tratatului de conciliere.
- Un tratat politic care recunoaște suveranitatea completă a Sfântului Scaun în statul Orașului Vatican, care a fost prin aceasta definit, un document cu patru anexe: 
  - Un plan al teritoriului Orasului-Stat Vatican, cu o suprafața de 44 hectare[10]
  - O listă a proprietăților Sfântului Scaun care se bucură de privilegiul de extrateritorialitate și excluderi de la taxe și expropriere.
  - O convenție financiară pentru rezolvarea definitivă a pretențiilor Sfântului Scaun rezultate după pierderea teritoriilor și proprietăților din 1870. Statul italian a fost de acord să plătească imediat 750.000.000 lire, plus obligațiuni consolidate la purtător cu o dobândă de 5% și o valoare nominală de 1.000.000 de lire. Astfel, statul italian trebuia să plătească mai puțin decât se stabilea prin „Legea garanțiilor” din 1871 (3.250.000 lire), pe care papalitatea nu o acceptase.[11][12][13][14][15][16]
- Un  concordat prin care se reglementau relațiile dintre Biserica catolică și statul italian.

## Istoric

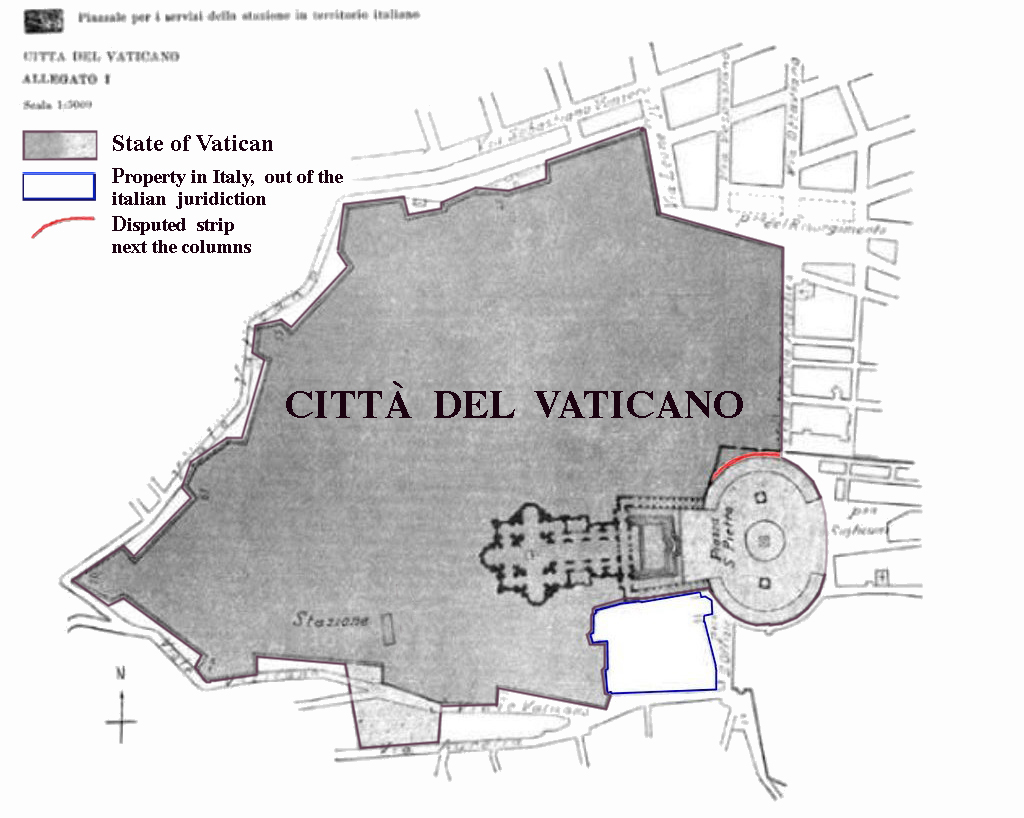
Teritoriul Orașului Stat Vatican, așa cum a fost stabilit prin Acordurile Laterane

Harta Orașului Vatican, 2013

În timpul unificării Italiei de la mijlocul secolului al XIX-lea, Statele Papale au rezistat procesului de încorporare în noua națiune, chiar dacă celelalte state italiene, cu excepția  San Marino, se uniseră.Visul lui  Camillo Cavour de proclamarea a Regatului Italiei de pe scările Bazilicii Sf. Petru nu s-a realizat. Trupele tânărului Regat Italian au  invadat și ocupat Romagna (porțiunea estică a Statelor Papale) în 1860, lăsând doar Latium să mai facă parte din domeniile papale. Latium, inclusiv Roma, a fost ocupat și anexat în 1870. În următorii șaizeci de ani, relațiile dintre Papalitate și guvernul italian au fost încordate, iar statutul Papei a devenit cunoscut ca „Problema Romană”.
| “ | Papa știa că Roma era în mod irevocabil capitala Italiei. Nu doreau nimic mai puțin decât să o guverneze sau să i se ofere un regat papal. Ceea ce doreau era independența, un avanpost pe Pământ care să nu aparțină niciunui alt suveran. | ” |

Negocierile pentru rezolvarea Problemei Romane au început în 1926 între guvernul Italiei și Sfântul Scaun și s-au încheiat cu semnarea Acordurilor Laterane pe 11 februarie 1929. Semnatarii au fost, în numele regelui Victor Emanuel al III-lea al Italiei, de  Benito Mussolini, prim ministru și șef al guvernului și, pentru  Papa Pius al XI-lea, de Pietro Gasparri, Cardinal Secretar de Stat,. Acordurile au fost ratificate pe 7 iunie 1929. Acordurile au fost semnate în Palatul Lateran, de aici venind numele sub care sunt cunoscute. 
Acordurile au inclus un tratat politic care a dus la apariția Orașului Vatican și a garantat suveranitatea și independența complete ale Sfântului Scaun. Vaticanul promitea neutralitatea perpetuă în relațiile internaționale și abținere de la medierea controverselor politice, cu excepția cazurilor în care intervenția papalității era cerută de toate părțile implicate. În articolul final al tratatului, Italia și-a reafirmat principiul stabilit pe 4 martie 1848 prin Statutul Regatului Italiei și anume că „Religia Catolică, Romană și Apostolică este singura religie a statului”. Înțelegerea financiară atașată a fost acceptată de ambele părți ca o soluție a tuturor revendicărilor Sfântului Scaun față de Italia, după pierderea temporară a puterii Statelor Papale în 1870. 
Suma care a fost dată Sfântului Scaun era mai mică decât declarase guvernul Italiei că este dispus să plătească conform termenilor Legii Garanțiilor din 1871. Prin acea lege, guvernul italian garanta Papei Pius al IX-lea și succesorilor săi utilizarea, dar nu suverană, a Vaticanului și Palatului Lateran și plata unei sume anuale de 3.250.000 de lire ca despăgubire pentru pierderea suveranității și teritoriilor Statelor Papale. Sfântul Scaun, cerând să existe o manifestare clară a independenței sale față de orice putere politică în exercitarea jurisdicției spirituale, a refuzat să accepte acest aranjament oferit în 1871, iar Papii s-au considerat din acel moment până la semnarea Tratatului de la Lateran prizonieri în Vatican, o zonă restrânsă din mijlocul Romei. 
Pentru comemorarea finalizării cu succesului negocierilor, Mussolini a ordonat deschiderea Via della Conciliazione (Calea Împăcării), care lega în mod simbolic Vaticanul de centrul Romei. 

### După 1946
Constituția Republicii Italia adoptată în 1947 afirmă că relațiile dintre Stat și Biserica Catolică sunt „reglementate de Tratatele de la Lateran”.
În 1984 a fost semnat o înțelegere pentru revizuirea concordatului. Printre alte prevederi, ambele părți au declarat „Principiul religiei catolice ca singură religie a statului italian, cum era inițial menționat de Pactele Laterane, va trebuie să fie considerat ca nemaifiind în vigoare”. Statutul bisericii catolice ca singura religie sprijinită de statul italian a încetat, fiind înlocuită de finanțarea statului prin impozitul numit otto per mille a tuturor celor 10 religii cu statul legal. 
Concordatul revizuit a reglementat condițiile în care statul recunoaște din punct de vedere legal căsătoriile religioase respectiv anularea religioasă a căsătoriei. Printre articolele abolite s-au numărat și cele care includeau recunoașterea acordarea titlului de cavaler sau înnobilării conferite de Sfântul Scaun, angajamentul Sfântului Scaun de a acorda onoruri ecleziastice celor care sunt autorizați să îndeplinească funcții religioase  la cererea Statului sau Casei Regale, și obligația Sfântului Scaun de a permite guvernului să prezinte obiecții politice la numirea propusă a episcopilor diecezani.
În 2008, Vaticanul a anunțat că nu va mai adopta imediat legile italiene, citând conflictul asupra dreptului la viață care a apărut după judecarea cazului „Eluana Englaro”.

## Violări ale Tratatului
Legile italiene antievreiești din 1939 au interzis căsătoriile dintre evrei și neevrei, inclus catolici. Vaticanul a considerat că aceasta este o violare a concordatului, care oferea bisericii dreptul unic de reglementarea a căsătoriilor catolicilor. Articolul 34 al concordatului prevedea de asemenea că toate căsătoriile considerate consfințite de biserică urmau să fie considerate valide de autoritățile civile. Sfântul Scaun înțelegea că această prevedere se aplică tuturor căsătoriilor consfințite de biserica catolică, indiferent de religia celor care fuseseră căsătoriți.

## Vedeți și
- Lista papilor

## Resurse internet
- Textul Tratatului de la Lateran
- Textul în original al Tratatului, inclusiv convenția financiară și concordatul